# طب المسنين
طب المسنين أو طب الشيخوخة أو طب الشيوخ (بالإنجليزية: Geriatrics)‏ هو فرع العلوم الطبية الذي يهتم بصحة كبار السن والمسنين. يهدف لدراسة صحة كبار السن وعلاج الأمراض الشائعة في الشيخوخة وعلاج الآثار والإعاقات المترتبة عليها.
كان علم الشيخوخة يتبع الأمراض الباطنية في بداية الأمر، ثم صار بعد ذلك علماً قائماً بذاته، مثله مثل طب الأطفال.
ويعرف بأنه يكرس اهتمامه على رعايه المسنين والأمراض المميزه لكبار السن والمشكلات التي تعتري الإنسان عند التقدم في العمر .

## ظهور طب المسنين حديثا
- نظرا للزيادة الكبيره في أعداد المسنين في المجتمع.
- وحدث هذا من جراء الزيادة في أعمار الناس التي جلبها الطب الحديث.[3]

## أهدافه
لتحسين جودة الحياة وتحفيز زيادة الأمان وحفظ الكرامة والراحة والاستقلالية للمسنين.

## نشأته
نشأ لخصوصية المسنين واختلافهم عن الفئات العمرية الأخرى.

## أسماء أخرى
يعرف أيضا بطب الشيخوخة وطب المشايخ وطب الأسنان (في كتابات ابن سينا وأحمد بن الجزار)

## وصفه

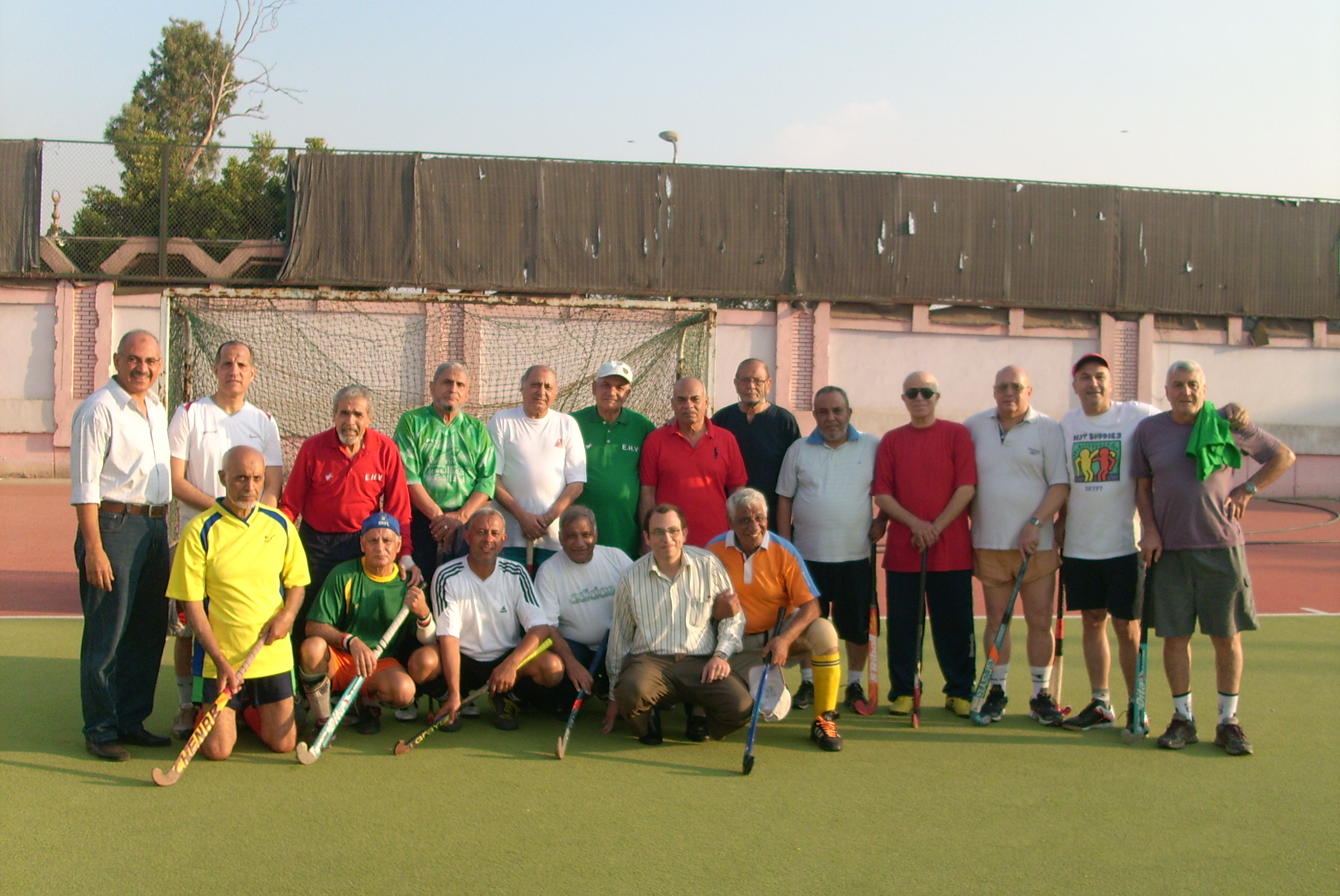
نادي رواد الهوكي المصري

يهتم بعلاج أمراض المسنين وحفظ صحتهم عن طريق القيام بالتقييم الشامل للمسنين وتقديم التثقيف الطبي للمرضى وذويهم وفريق مقدمي الرعاية حول التفرقة بين التشيخ الطبيعي والتشيخ المرضي في كبار السن والوصول لشيخوخة سليمة بالإجراءات الوقائية من تطعيمات المسنين وغيرها وفوائد المسح الطبي لبعض الأمراض؛ استشارات عن الرياضة والتغذية في كبار السن.

## أمراض المسنين
يتميز كبار السن بخصوصيتهم عن الفئات العمرية الأخرى وذلك لاختلاف أداء أعضاء الجسم لوظائفها (مثل اختلاف أداء أعضاء الجسم في الفئات الأخرى مثل الأطفال والحوامل والرياضيين). لابد من التفرقة بين التغييرات التي تحدث في وظائف كل عضو من أعضاء الجسم وبين الأمراض التي تحدث في كل عضو فمثلا نقص الاحتياطي الوظيفي في الكليتين (من الممكن أن يعيش الإنسان بنصف كلية) يعتبر تغير طبيعي مع السن الكبير (لا يحتاج لعلاج في كبار السن) ولكن قصور وظائف الكلى أو الفشل الكلوي يعتبر مرض في أي فئة عمرية (يستدعي البحث عن وعلاج أسبابه).

### أمراض المسنين الشائعة
- تداخل الأمراض الطبية المتعددة (مثل داء السكري وأمراض ضغط الدم والقلب...إلخ)

#### أمراض طبية مشهورة في طب المسنين
حالات الخلط/الهذيان، خرف الشيخوخة ومرض ألزهايمر, الاكتئاب أو القلق, اضطرابات الإفراط الدوائي وتداخل الأدوية, اضطرابات الحركة والاتزان والسقوط, السلس البولي, الجفاف وسوء التغذية، الآلام المزمنة، مشاكل المرضى طريحي الفراش, ترقق العظام, التعامل مع القرح المختلفة (مثل قرح الانضغاط), التأهيل والطب الطبيعي للمسنين, قصور الحواس (مثل السمع والبصر والإحساس), الرعاية الملطفة والرعاية النهائية.

#### أمراض جراحية مشهورة في طب المسنين
مثل كسر عنق عظمة الفخذ وقرح الانضغاط وجلطة الأوردة العميقة والقصور الشرياني الحاد وأمراض البروستاتا والتقييم الطبي قبل الجراحة.

## فريق رعاية المسنين الطبية
فريق رعاية المسنين الطبية يتكون من أطباء المسنين وأطباء التأهيل وهيئة التمريض والأخصائيين النفسيين وأخصائي التغذية وأخصائي التأهيل المعرفي واللفظي والمعالج الوظيفي والأخصائيين الاجتماعيين)

### فروعه
توجد بعض الفروع الدقيقة داخل تخصص طب المسنين مثل طب نفسي المسنين (psychogeriatrics) وطب أمراض القلب والأوعية الدموية للمسنين Cardigeriatrics

## مستويات وأنواع الرعاية الصحية للمسنين
- الراعية الحادة Acute care.
- الرعاية طويلة المدى Long term care.
- الرعاية المنزلية Home care.
- الرعاية المركزة Intensive care.
- الرعاية الملطفة Palliative care.
- الرعاية النهائية Terminal care.

## حاجات المسنين

### التصنيف الأول
- حاجات إقتصادية:مثل الحاجة إلى نظام يكفل للمسن الأمن الاقتصادي والحصول على دخل مناسب يتماشى مع الزيادة في أسعار السلع والخدمات.
- حاجات اجتماعيه:مثل الحاجة إلى دعم وتعزيز العلاقات الاجتماعية مع الآخرين، و إلى إنشاء مؤسسات لكبار السن الذين لا يجدون راحتهم داخل أسرهم.
- حاجات نفسيه:مثل الحاجة إلى وسائل الترفيهيه والترويح وتقريب الفجوة بين الأجيال.
- حاجات صحيه:مثل الحاجة إلى توفير المصادر الطبيه المختلفة لرعاية كبار السن، والحاجة إلى التوسع في مظله الرعاية الطبيه.[4]

### التصنيف الثانى
- حاجات عامه:مثل الحاجة إلى الاستقرار العاطفي، الحاجة إلى الاحتفاظ بالمكانة، الحاجة إلى الرعاية الاقتصادية والاجتماعيه.
- حاجات خاصة:مثل الحاجة إلى التكيف مع فقد الوظيفة والعائد، التكيف مع حالة موت أحد الزوجين.[5]

### دور الخدمة الاجتماعيه في اشباع حاجات المسنين
- التعرف على احتياجات المسنين المتغيره والمتجدده وتحديدها وترتيبها حسب أولويتها.
- تنمية وعي القائمين على رعاية المسنين سواء في الأسرة أو في المؤسسات الاجتماعيه.
- العمل على تعديل موقف المجتمع من ظاهرة كبر السن والتوعية بأهمية اشباع احتياجات المسنين.
- يجب على الأخصائيين الاجتماعيين العاملين في مجال رعاية المسنين التعرف على المصادر المجتمعية.[6]

## الاتجاهات الحديثه في رعايه المسنين
بعض الاساليب الرعاية الحديثه التي تقدم بالفعل أو التي يمكن أن تقدم للمسن.
- الرعاية الصحيه المنزلية للمسن
- وحده الإسعاف المنزلي(الرعاية الصحيه المتنقله).
- المساعدة في الخدمات المنزلية.
- مساعده المسن
- الاستضافة المؤقته للمسن.[7]
- بيوت المسنين.
- مراكز الرعاية التمريضيه.
- طب وصحه المسنن.
- التواصل عبر الإنترنت.[8]

## مفهوم سياسة الرعاية الاجتماعيه
هي عباره عن نسق فرعي من السياسة الاجتماعيه وهي الآليه المستخدمه بواسطه الحكومات لتوزيع الموارد المحدوده وهي بهذا النحو تتعامل مع متغيرات متعدده مثل الموارد المحدوده، الاحتياجات غير المشبعه، عدم التحديد الدقيق للأهداف.

### السياسة الاجتماعيه لرعايه المسنين في مصر (المبادئ)
1. إن الرعاية الاجتماعيه ليست منحه وإنما هي حق للمواطنين يجب على الدولة ضمان توفير برامجها.
2. أن التنمية الاجتماعيه جزء لا ينفصل عن التنمية الاقتصاديه وهي مسؤولية مشتركه بين الشعب والحكومة.[10]
3. إن الأسرة هي الخلية الأساسية في التركيب الاجتماعي وعلى الدولة تمكينها من أداء رسالتها.
4. إن التوعية الاجتماعيه هي المدخل الأساسي لكل تغير اجتماعى.[10]

### السياسة الاجتماعيه لرعايه المسنين في مصر(المحاور)
1. محور علاجى يركز علي علاج المشكلات الناجمه عن التخلف والتي تقف في طريق نهوض وتقدم الأفراد والجماعات والمجتمعات المحلية وكذلك متابعة وعلاج المشكلات الجديده الناتجه عن ظهور متغيرات اقتصاديه اجتماعيه لم تكن مألوفه ولم يكن المجتمع علي عهد بها من قبل.
2. محور وقائي بالعمل علي رعايه الفئات الأكثر حاجه والأكثر تأثرا كالطفولة والاسره محدوده الدخل والمسنين.[11]
3. محور تنموي بالعمل علي بناء القدرات والإمكانيات الذاتيه للفرد والجماعة والمجتمع.
4. محور تكاملي بالعمل علي تمكين المواطنين من تكوين وهيئات منظمه لتشارك تطوعا في العمل الاجتماعي.[11]